# Gerard Kappert
Gerard Kappert (Broekland (Raalte), 10 december 1961) is een voormalige Nederlandse langeafstandsloper. Hij maakte deel uit van de Nederlandse ploeg die van 1994 tot ver in 2022 het Europees record op de Ekiden in handen had.

## Loopbaan
Op 23 november 1994 verbeterde Gerard Kappert in de Japanse stad Chiba met de Nederlandse ploeg, bestaand uit Greg van Hest, Simon Vroemen, Gerard Kappert, Henk Gommer en René Godlieb, het Europees record op de Ekiden tot 2:03.12. De Ethiopische ploeg verbeterde het wereldrecord tot 2:00.28. De Nederlandse ploeg werd vijfde achter Ethiopië, Japan, Groot-Brittannië en Australië. In 1997 won hij de Nationale-Nederlanden Trappenloop in een parcoursrecord van 6.52 minuten. Bij deze Trappenloop werd Gebouw Delftse Poort in Rotterdam beklommen van 151,35 m en bestaande uit 41 verdiepingen en 745 traptreden.
Kappert was aangesloten bij atletiekvereniging Daventria in Deventer.

## Persoonlijke records
Baan
| Onderdeel | Prestatie | Datum        | Plaats    |
| --------- | --------- | ------------ | --------- |
| 5000 m    | 14.03,26  | 9 juli 1989  | Hengelo   |
| 10.000 m  | 29.11,03  | 23 juli 1993 | Amsterdam |

Weg
| Onderdeel | Prestatie | Datum            | Plaats      |
| --------- | --------- | ---------------- | ----------- |
| 10 km     | 28.40     | 21 augustus 1993 | Goor        |
| 15 km     | 44.13     | 11 mei 1996      | Papendrecht |

## Prestatieontwikkeling
| Jaar | Tijd (5.000 m) |
| ---- | -------------- |
| 1989 | 14.03,26       |
| 1990 | 14.24,20       |
| 1991 | 14.30,70       |
| 1995 | 14.26,20       |

## Palmares

### 10.000 m
- 1991: 6e NK in Eindhoven - 30.13,76

### 10 km
- 1996: 7e 10 km van Voorthuizen - 29.59
- 1997: 5e 10 km van Voorthuizen - 29.53
- 1997:  Haagse Beemden Loop - 30.47

### 15 km
- 1991: 21e Zevenheuvelenloop - 47.18
- 1996: 23e Zevenheuvelenloop - 45.46
- 1997: 5e Montferland Run - 46.46

### 10 Eng. mijl
- 1995: 10e Dam tot Damloop - 48.00
- 1996: 19e Dam tot Damloop - 47.51
- 1998: 38e Dam tot Damloop - 53.07

### halve marathon
- 1990: 13e halve marathon van Egmond - 1:06.17
- 1990: 5e Halve van Haarlem
- 1991: 19e City-Pier-City Loop - 1:04.20
- 1992: 6e NK in Onderdijk - 1:05.11
- 1992: 42e WK in South Shields - 1:03.33
- 1993: 17e halve marathon van Egmond - 1:05.32
- 1993: 4e NK in Sittard - 1:06.13
- 1993: 43e WK in Brussel - 1:03.18
- 1994: 5e NK in Wolphaartsdijk - 1:09.04 (7e overall)
- 1995: 58e WK in Montbéliard/Belfort - 1:05.07
- 1996: 8e NK in Deventer - 1:05.35
- 1997: 16e City-Pier-City Loop - 1:03.23

### 25 km
- 1991:  NK in Grootebroek - 1:19.56

### marathon
- 1991: 10e NK in Rotterdam - 2:25.31 (>= 27e overall)
- 1991: 11e marathon van Amsterdam - 2:17.53
- 1993: 4e marathon van Frankfurt - 2:14.23
- 1994: 51e EK in Helsinki - 2:24.16
- 1995: 6e marathon van Enschede - 2:16.53
- 1995: 4e Westland Marathon - 2:18.06
- 1996: 5e marathon van Enschede - 2:17.02
- 1997: 4e Westland Marathon - 2:14.06
- 1997: 5e NK in Eindhoven - 2:17.47 (18e overall)

### veldlopen
- 1989: 8e NK junioren - 39.50
- 1991: 91e NK - 44.03

### Diversen
- 1992:  Wallenloop in Steenwijk
- 1993:  Wallenloop in Steenwijk
- 1993:  Lindenloop in Wolvega
- 1994:  Lindenloop in Wolvega
- 1995:  Lindenloop in Wolvega
- 1997: 5e Asselronde in Apeldoorn (27,5 km) - 1:25.24